# Земо-Нога
Земо-Нога (груз. ზემო ნოღა) — село в Грузии, на территории Самтредского муниципалитета края (мхаре) Имеретия.

## География
Село находится в западной части Грузии, в долине реки Хевисцкали, на расстоянии приблизительно 6 километров (по прямой) к юго-западу от города Самтредиа, административного центра муниципалитета. Абсолютная высота — 323 метра над уровнем моря.

## Население
По результатам официальной переписи населения 2014 года, в Земо-Ноге проживало 293 человека (135 мужчин и 158 женщин). В национальной структуре населения грузины составляли 99,7 %, русские — 0,3 %.
| Год  | Население, человек |
| ---- | ------------------ |
| 2002 | 496                |
| 2014 | ↘ 293              |